# 박지현 (배우)
박지현(1994년 11월 26일 ~ )은 대한민국의 배우이다.

## 출연 작품

### 드라마
- 2017년 SBS 드라마 스페셜 《사임당, 빛의 일기》
- 2017년 MBC 월화 특별기획 드라마 《왕은 사랑한다》 ... 비연 역
- 2018년 SBS 드라마 스페셜 《친애하는 판사님께》 ... 박해나 역
- 2018년 MBC 수목드라마 《내 뒤에 테리우스》 ... 클라라 초이 역 (특별출연)
- 2018년 O'LIVE 화요드라마 《은주의 방》 ... 류혜진 역
- 2019년 MBC 수목드라마 《신입사관 구해령》 ... 송사희 역
- 2020년 SBS 월화드라마 《브람스를 좋아하세요?》 ... 이정경 역
- 2021년 TVING & tvN 수목드라마 《유미의 세포들》 ... 서새이 역
- 2022년 KBS2 수목드라마 《너에게 가는 속도 493KM》 ... 박준영 역
- 2022년 JTBC 금토일드라마 《재벌집 막내아들》 ... 모현민 역
- 2024년 SBS 금토드라마 《재벌X형사》 ... 이강현 역
- 2025년 Netflix 오리지널 드라마 《은중과 상연》 … 천상연 역

### 영화
- 2014년 영화 《진심》
- 2016년 영화 《웹캠녀》
- 2017년 영화 《반드시 잡는다》 ... 김수경 역
- 2018년 영화 《곤지암》 ... 지현 역
- 2018년 영화 《컨트롤》
- 2019년 영화 《사자》 ... 수진 역
- 2022년 영화 《앵커》 ... 서승아 역
- 2024년 영화 《히든 페이스》 ... 김미주 역

## CF
- 2015년 MBC 연중캠페인 ‘새끼손가락을 건다는 건’ 모델
- 2020년 현대자동차 올 뉴 아반떼

## 예능 프로그램
- 2018년 KBS2 1박2일 - 게스트(556~557회, 2018년 10월 7일, 10월 14일 방송분 출연)
- 2019년 SBS 런닝맨 - 게스트 (475회, 2019년 11월 3일 방송분 출연)
- 2020년 SBS 런닝맨 - 게스트 (518회, 2020년 8월 30일 방송분 출연)
- 2023년 JTBC 아는 형님 - 게스트(365회, 2023년 1월 7일 방송분 출연)

## 수상 및 후보
| 연도 | 시상식              | 부문                                     | 작품                 | 결과 |
| ---- | ------------------- | ---------------------------------------- | -------------------- | ---- |
| 2018 | 제39회 청룡영화상   | 신인여우상                               | 곤지암               | 후보 |
| 2019 | 제24회 춘사영화제   | 신인여우상                               | 곤지암               | 후보 |
| 2019 | MBC 연기대상        | 수목드라마부문 여자 우수연기상           | 신입사관 구해령      | 후보 |
| 2020 | SBS 연기대상        | 여자 신인연기상                          | 브람스를 좋아하세요? | 후보 |
| 2024 | SBS 연기대상        | 미니시리즈 장르·액션부문 여자 우수연기상 | 재벌X형사            | 수상 |
| 2024 | SBS 연기대상        | 베스트 커플상 (with 안보현)              | 재벌X형사            | 후보 |
| 2025 | 제61회 백상예술대상 | 영화부문 여자 신인연기상                 | 히든 페이스          | 후보 |